# Шорников, Сергей Семёнович
Сергей Семёнович Шорников (22 октября 1921 г., Москва — 10 ноября 1992 г., Москва) — участник Великой Отечественной войны. Сотрудник военной контрразведки. Заместитель начальника 9-го Управления КГБ при СМ СССР — военный комендант Московского Кремля (10 июля 1967 — 11 сентября 1986 г.).

## Биография
Родился 22 октября 1921 г. в г. Москве. После окончания 2-й Московской специальной артиллерийской школы в 1939 г. был призван Таганским районным военкоматом г. Москвы в ряды РККА и направлен на учебу в Одесское артиллерийское училище, после окончания которого направлен на Дальний Восток в 96 тяжелую гаубичную артиллерийскую бригаду 2-й армии (недействующие войска). Участвовал в боевых действиях на фронте с июля 1943 г. в рядах 96-й ТГАБ, 23-й артиллерийской дивизии прорыва, 67-й армии. В должности помощника начальника штаба, затем командира артдивизиона воевал на Ленинградском, затем 2-м Белорусском фронте. Войну завершил в Германии на р. Эльбе.
После войны окончил Военную академию им. М. В. Фрунзе.
В органах Комитета госбезопасности СССР с 1955 г. Занимал должности:
- Заместитель начальника ОО КГБ по Группе советских войск на Кубе (с 1963 г. — Группа советских военных специалистов на Кубе) (1962—1964)
- Начальник 3-го отдела 3-го Управления КГБ при СМ СССР (24 апреля 1965 — 11 июля 1967 г.);
- Заместитель начальника 9-го Управления КГБ при СМ СССР — военный комендант Московского Кремля (10 июля 1967 — 11 сентября 1986 г.).

Внес большой вклад в создание учебно-материальной базы Кремлёвского полка и учебного пункта в Новой Купавне, оркестра Комендатуры Московского Кремля.
Совместно с начальником проектной группы 3-го отдела 9-го Управления майором-инженером Г. А. Волковым участвовал в создании специального нагрудного наградного знака для военнослужащих Кремлёвского полка. В основу знака было решено положить изображение ордена Красного Знамени, которым «Отдельный полк специального назначения» (ОПСН) Указом Верховного Совета СССР «за боевые заслуги в Великой Отечественной войне 1941—1945 гг. и достижение высоких показателей в боевой и политической подготовке» был награжден 7 мая 1965 года.
Макеты двух вариантов, были представлены на Московский монетный двор и одобрены его технологами. В связи с тем, что предполагалось знаку представить статут наградного, С. С. Шорников и Г. А. Волков представили макеты знаков в наградной отдел Верховного Совета СССР, где оба были признаны равнозначными и одобрены соответствующими специалистами. 31 июля 1974 года они были подписаны к изготовлению. Изготовление знака было поручено Ленинградскому монетному двору. Образцы были представлены в Москву, рассмотрены комиссией Комендатуры Московского Кремля и одобрены. 25 марта 1975 года по ходатайству командования Приказом Председателя КГБ при Совете министров СССР был учреждён нагрудный знак «Кремлёвский полк» для поощрения солдат, сержантов, прапорщиков, офицеров за безупречную службу, успехи в боевой и политической подготовке, примерную воинскую дисциплину.
С небольшими изменениями дизайна колодки знак Кремлёвского полка до последнего времени использовался при изготовлении нагрудных знаков — ныне Президентского полка.
В середине 70-х годов стал инициатором и руководителем программы «Периметр» — проведение полного ремонта и реставрации Московского Кремля. Пользуясь большим авторитетом в партийных и советских кругах, используя дружеские отношения с главой Советского Правительства А. Н. Косыгиным, добился серьезного финансирования этой программы (на программу было израсходовано 125 млн руб.). Были полностью отремонтированы и отреставрированы все башни и стены Московского Кремля. За эту работу Шорников был удостоен звания лауреата Государственной премии СССР за 1978 год.
Уделял большое внимание работе с ветеранами Московского Кремля и 96 артиллерийской бригады, в которой воевал.
Любил поэзию и сам писал стихи. Вот несколько строк из одной его поэм:
«…На Эльбу мы пришли второго мая,
Еще совсем того не зная,
Что скоро вся наша страна
Победу встретит — кончилась война…»
«…А что касается меня, то я был просто бомбардир,
Сосредотачивал огонь по немцам, дивизиона командир.
Мои комбаты всегда и всюду помогали мне,
Ребята были боевые и выручат в любой беде…»
С 1986 г. в отставке.
Скончался 10 ноября 1992 г. Похоронен на Троекуровском кладбище г. Москвы.

### Звания
- Генерал-лейтенант (1974)

### Награды
- 3 ордена Красного Знамени
- 4 ордена Красной Звезды
- орден Александра Невского (СССР)
- орден Отечественной войны 1-й степени
- орден Отечественной войны 2-й степени
- 8 медалей
- ордена и медали иностранных государств
- Почетный сотрудник госбезопасности
- Кавалер знаков «50, 60 и 70 лет органам ВЧК—КГБ»
- Кавалер знака «Кремлёвский полк»

## Литература

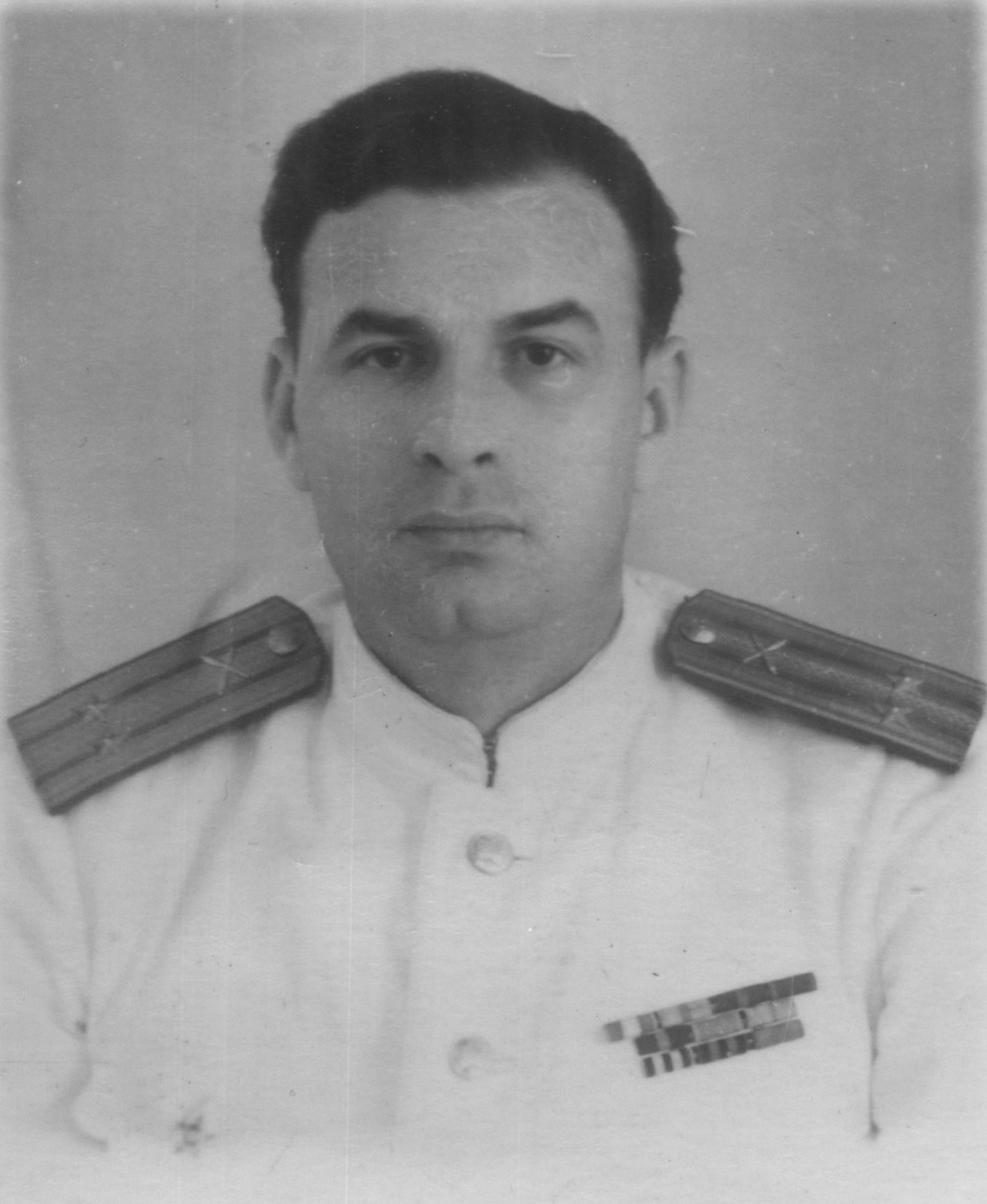
Шорников Сергей Семенович в звании подполковника артиллерии, фото 50-х гг.